# Percy Lavon Julian
Percy Lavon Julian (Montgomery, 11 aprile 1899 – Waukegan, 19 aprile 1975) è stato un chimico e botanico statunitense, pioniere nella sintesi chimica di medicinali e farmaci dalle piante.
Fu il primo a sintetizzare la fisostigmina da un prodotto naturale, oltre ad essere un pioniere nella sintesi chimica su scala industriale degli ormoni umani come il progesterone e il testosterone da steroli vegetali come lo stigmasterolo e il sitosterolo. Il suo lavoro ha gettato le basi per la produzione nell'industria farmaceutica di steroidi come il cortisone, i corticosteroidi e le pillole anticoncezionali.
In seguito ha iniziato a sintetizzare vari intermedi steroidi partendo dalla pianta igname Dioscorea mexicana. Il suo lavoro ha contribuito a ridurre notevolmente il costo degli steroidi per le grandi aziende farmaceutiche, contribuendo ad espandere significativamente l'uso di numerosi farmaci.
Julian ha depositato più di 130 brevetti in ambito chimico. Fu uno dei primi afroamericani a ricevere un dottorato in chimica. Fu il primo chimico afroamericano inserito nella National Academy of Sciences e il secondo scienziato afroamericano dopo David Blackwell in assoluto.